# Dyjan Carlos de Azevedo
Dyjan Carlos de Azevedo (* 23. června 1991 Dois Córregos) je brazilský profesionální fotbalista, který hraje na pozici křídelníka či útočníka za český klub 1. FC Slovácko.

## Klubová kariéra
Dyjan Carlos de Azevedo řečený Azevedo hrával do svých 18 let pouze pouliční fotbal v ulicích brazilského města São Paulo, kde jej zaregistroval otec kamaráda, jenž byl zároveň agentem s kontakty v Maďarsku. Domluvil mu testy v maďarském týmu Budapest Honvéd FC, na nichž Azevedo sice uspěl, ale výrazněji se zde neprosadil. Sezonu 2010/11 odehrál v rezervě mužstva. V létě 2011 odešel na Slovensko, do klubu FK Bodva Moldava nad Bodvou a poté zamířil nejprve na hostování a následně na přestup do druholigového Partizánu Bardejov. Na podzim 2013 vstřelil za Bardejov 10 gólů ve slovenské druhé lize, čímž se stal nejlepším klubovým kanonýrem podzimní části sezóny.

### FC Baník Ostrava
Do Baníku Ostrava vedeného trenérem Františkem Komňackým přestoupil v zimní ligové přestávce sezóny 2013/14 po úspěšných testech. Za Baník debutoval v prvním jarním ligovém zápase Ostravy 23. února 2014 proti Viktorii Plzeň (porážka 1:2). První branku v 1. české lize vstřelil 5. května 2014 v zápase proti SK Sigma Olomouc (výhra Baníku 3:2), šlo o vítězný gól ve třetí minutě nastavení. Individuální akcí prošel obranou a prostřelil brankáře soupeře Zdenka Zlámala. Tato trefa znamenala zisk důležitých 3 bodů v boji o záchranu klubu v Gambrinus lize. Druhou branku v nejvyšší soutěži vstřelil 8. srpna 2014 v zápase proti FK Teplice (remíza 1:1). šlo o vyrovnávací gól, který nakonec znamenal zisk jednoho bodu. V sezoně 2015/16 sestoupil s týmem do druhé nejvyšší soutěže. V červnu 2016 uzavřel s týmem novou dvouletou smlouvu.